# Riourik (croiseur, 1892)
Pour les articles homonymes, voir Riourik (homonymie).
Le Riourik, en russe : Рюрик, croiseur blindé (croiseur cuirassé) construit pour la Marine impériale de Russie, par le Chantier de la Baltique à Saint-Pétersbourg. Il devait son nom au légendaire  Riourik, prince de Novgorod (vers 800-879). Il prit part à la Guerre russo-japonaise de 1904-1905, il fut coulé au cours de la bataille d’Ulsan en mer du Japon le 14 août 1904.

## Construction, conception, technique duRiourik
À la fin du XIXe siècle, la Marine impériale de Russie exigea un croiseur capable d'entreprendre de longues expéditions dans les eaux étrangères afin de détruire les navires de commerce, tout particulièrement dans le cas où un conflit éclaterait entre l'Angleterre et la Russie.
Après un long débat, l'amiral Ivan Alexeïevitch Chestakov, en contournant la procédure normale de la soumission du projet au MTK (Comité naval Technique - Morskoï Tekhnicheskiy Komitet) présenta un plan de construction au Chantier de la Baltique. Les spécifications du Riourik furent égarées, mais probablement Ivan Alexeïevitch Chestakov destina le croiseur à effectuer une expédition de la Baltique à Vladivostok sans escale. Il semble que l'amiral désirait une conception similaire au Mémoire d'Azov. La conception de l'amiral Ivan Alexeïevitch Chestakov fut refusée par le MTK probablement en raison de tensions existant entre l'amiral et le MTK d'une part, le grand-duc Alexis Alexandrovitch de Russie et le MTK d'autre part et non en raison de problèmes techniques. Ivan Alexeïevitch Chestakov ne put défendre son projet, il décéda en décembre 1888. Tchikhatchev, le successeur de l'amiral possédait d'excellentes relations avec le MTK. Le navire possèderait un déplacement de 10 000 tonnes, une ceinture blindée de 250 mm, il atteindrait une vitesse de 18 nœuds, un rayon d'action de 12 400 kilomètres, il serait également doté de trois mâts. La construction débuta le 19 mai 1890, son lancement eut lieu le 22 octobre 1892, sa mise en service en mai 1895.
Le Riourik possédait un déplacement de 11 960 tonnes, il mesurait 126 mètres de long et 20,04 mètres de large, il possédait un tirant d'eau de 7,06 mètres. Le blindage de la ceinture atteignait une épaisseur de 200 à 300 mm, le pont de 50 à 75 mm, le kiosque 150 mm. L'armement du Riourik se composait de 4 canons de 203 mm. En outre, le croiseur disposait à bord de 16 canons de 152 mm, 6 de 120 mm, de 47 mm et de 37 mm, 6 tubes lance-torpilles de 381 mm. Doté de deux machines à vapeur à triple expansion verticale (TEV) et de 8 chaudières à charbon cylindriques, le navire possédait une puissance de 13 250 chevaux et atteignait une vitesse maximale de 18,07 nœuds sur mer calme. L'équipage comptait 719 hommes.
Les dessins et des plans du Riourik étant en cours de finalisation, des rumeurs circulèrent concernant le croiseur russe. La Grande-Bretagne devint très nerveuse au sujet du croiseur, elle vécut dans la crainte pour sa grande flotte de commerce dont elle dépendait. La presse britannique s'empara du sujet et alimenta l'angoisse à un tel point que cela s'approcha de la paranoïa
Lors de la mise en service du Riourik, la Royal Navy et d'autres nations occidentales restèrent sceptiques, lors de son achèvement, il était évident que ce croiseur était déjà obsolète.

### Carrière dans la Marine impériale de Russie
Après sa mise en service dans la Marine impériale de Russie, où il est commandé (1897-1900) par Nikolaï Haupt dans l'océan Pacifique, le Riourik fut transféré dans une escadre du Pacifique basée à Vladivostok. Après une courte période de service, l'amiral Fiodor Doubassov (1845-1912), commandant de l'escadre du Pacifique recommanda d'effectuer de nombreuses modifications sur le croiseur, y compris la suppression des gréements et le remplacement des chaudières. le renouvellement de ces dernières ne fut pas effectué.
Lors de la déclaration de la Guerre russo-japonaise en 1904, le Riourik comme les autres bâtiments de guerre de l'escadre du Pacifique (le Gromoboï, le Russie et le Bogatyr) furent accusés de chercher à détruire les navires de commerce japonais. En février 1904, en mer du Japon, un navire fut coulé, le Kinshu Maru, en juin 1904, un navire russe torpilla le Sado Maru. Les forces japonaises transportèrent donc l'artillerie de siège assez près pour être en mesure de bombarder Port-Arthur. Au cours du siège de Port-Arthur, un certain nombre de navires furent piégés à l'intérieur du port, la flotte russe effectua plusieurs tentatives pour percer du blocus japonais.
L'amiral Karl Petrovitch Jessen ignorant la défaite de l'amiral Wilgelm Karlovitch Vitgeft, le 10 août 1904 dans la bataille de la mer Jaune ordonna une sortie en mer. Le 13 août 1904, trois des quatre croiseurs de la flotte impériale russe placés sous le commandement de l'amiral Karl Petrovitch Jessen (1852-1918) effectuèrent une sortie en mer (le Bogatyr ayant subi des dommages resta au port) afin de rejoindre l'escadre de l'amiral Vigeft. Après 24 heures de navigation, au large de la ville de Pusan en Corée du Sud, l'amiral étant sans nouvelles de l'escadre de l'amiral Vigeft ordonna le retour vers Vladivostok. Au cours de la nuit, le vice-amiral japonais Hikonojo Kamimura commandant quatre cuirassés modernes et deux croiseurs de protection accueillit les croiseurs russes, cela abouti à la bataille d’Ulsan. 

#### Bataille d’Ulsan le 14 août 1904

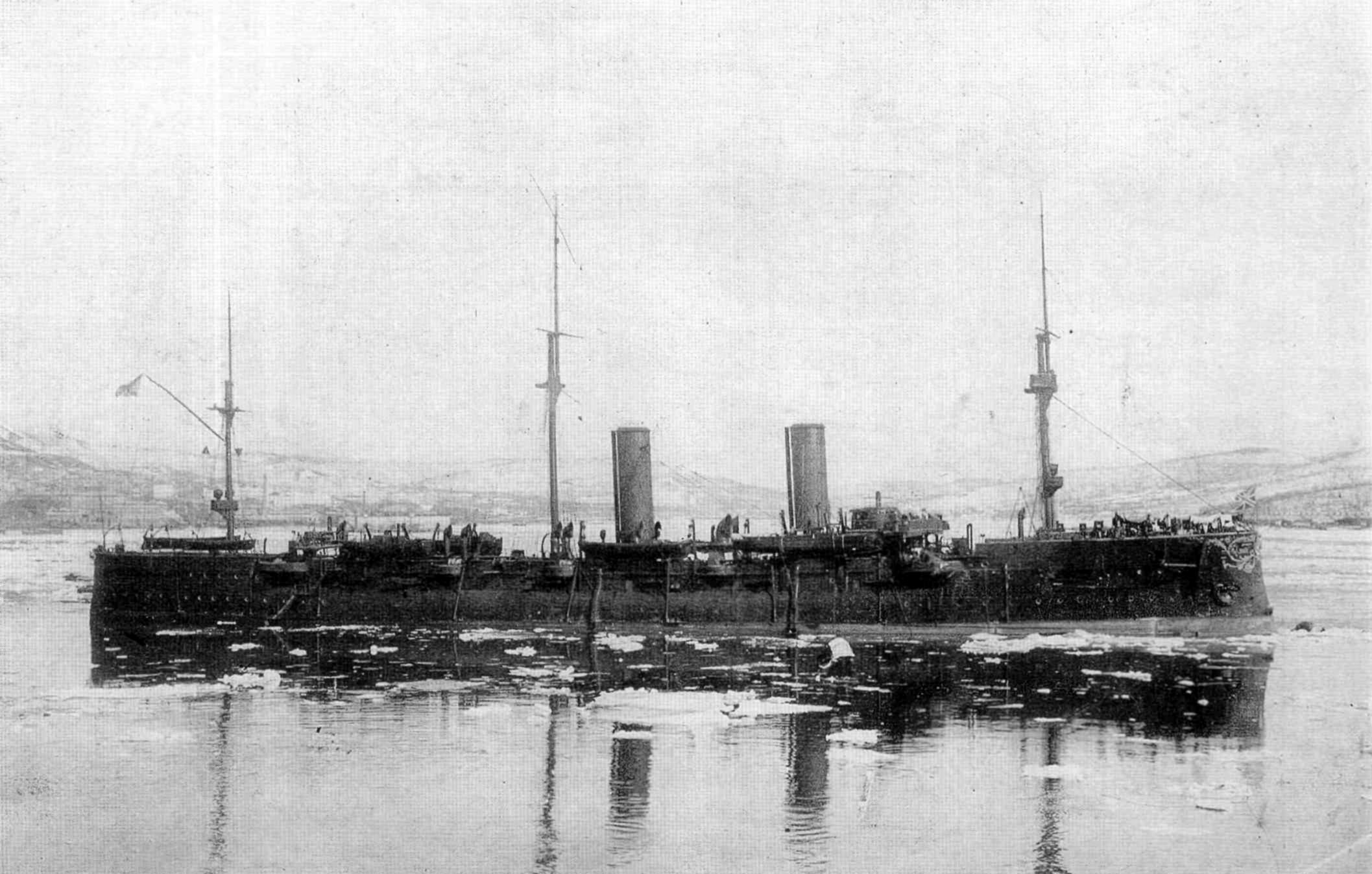
Riourik en 1904.

Au cours de la nuit du 14 août 1904 sur le chemin du retour, à huit kilomètres de Vladivostok, les croiseurs russes rencontrèrent la flotte japonaise. À 5 heures 20, les Japonais ouvrirent le feu, l'amiral Karl Petrovitch Jessen se trouva en très mauvaise posture, l'ennemi lui barrait la route de Vladivostok.
Dès le début de la bataille, le vice-amiral Hikonojo Kamimura (1849-1916) ordonna de concentrer les tirs sur le Riourik, le dernier et le plus faible de la colonne russe. Soumis à deux attaques des deux derniers navires de la ligne japonaise, en quelques instants, le croiseur perdit la plupart de ses officiers, très endommagé il parvint à rester à flot, les survivants continuèrent le combat ; par ce comportement héroïque, les marins russes gagnèrent l'admiration des Japonais. Les autres croiseurs russes tentèrent de protéger le Riourik, mais ils furent repoussés par les croiseurs japonais. Les navires russes s'éloignèrent ; isolé le Riourik fut la cible de plusieurs croiseurs japonais. À 8 heures 30, après une évaluation des dommages, afin d'éviter la capture du croiseur par les forces japonaises, le lieutenant Ivanov décida de saborder le croiseur. Les Japonais capturèrent 625 survivants, les autres membres d'équipage trouvèrent la mort dans les combats.

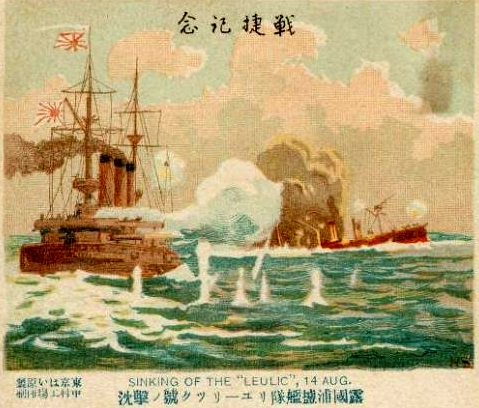
Le naufrage du Riourik. Une carte postale de propagande contemporaine à la bataille d'Ulsan 14 août 1904

Les deux autres croiseurs (le Russie et le Gromoboï) purent regagner Port-Arthur sans dommages.
Au début de la bataille d'Ulsan, 796 marins servaient à bord du Riourik, 193 furent tués, 229 blessés, sur les 22 officiers 9 furent tués et 9 blessés.
En réponse à la construction du Riourik par la Marine impériale de Russie la Royal Navy construisit de grands et coûteux croiseurs de protection.

## Sources
- (de) Cet article est partiellement ou en totalité issu de l’article de Wikipédia en allemand intitulé « Rurik (Schiff, 1892) » (voir la liste des auteurs).

- (en) Cet article est partiellement ou en totalité issu de l’article de Wikipédia en anglais intitulé « Russian cruiser Rurik (1892) » (voir la liste des auteurs).

- (en) Cet article est partiellement ou en totalité issu de l’article de Wikipédia en anglais intitulé « Battle off Ulsan » (voir la liste des auteurs).

- (pl) Cet article est partiellement ou en totalité issu de l’article de Wikipédia en polonais intitulé « Ruryk (1895) » (voir la liste des auteurs).

## Pour la bataille d'Ulsan
- Brook, Peter, Armoured Cruiser blindés de contre Cruiser, Ulsan, le 14 août 1904, dans le navire de guerre 2000-2001, Conway Maritime Press,  (ISBN 0-85177-791-0)
- Kowner, Rotem (2006). Dictionnaire historique de la guerre russo-japonaise. Scarecrow.  (ISBN 0-8108-4927-5)
- Repington, Charles (1905). La Guerre en Extrême-Orient, 1904-1905. Londres, 1905.
- Warner, Denis et Peggy (1974). The Tide at Sunrise: Une histoire de la guerre russo-japonaise, 1904-1905. New York.